# 火星学院

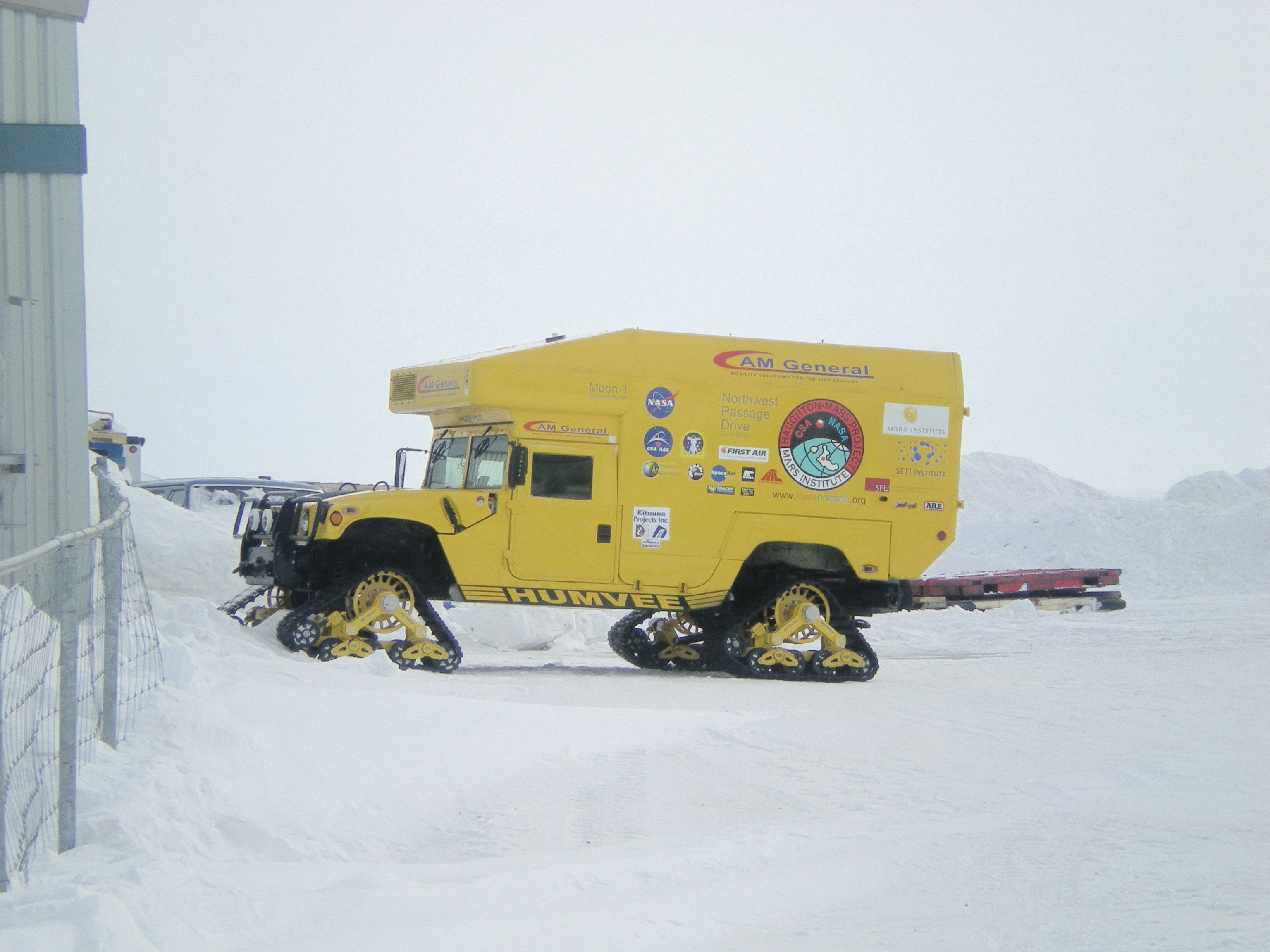
火星研究所在剑桥湾等待第109空运中队C-130运输机空运到雷索卢特机场的月球1号悍马车。

火星学院 (Mars Institute)是一个国际非政府组织，其目标为推进对火星的科学研究和探索，开展同行评审研究，并向公众普及火星探索知识。2002年，它分别在美国和加拿大注册为非营利性公司。
“霍顿-火星计划”是一项由火星学院和搜寻地外文明计划共同开展的跨学科研究项目，该学院还支持另外两个项目：火星学院“火星1号悍马漫游车”和“浪漫到现实”项目。火星-1悍马车由美国通用汽车公司（AM General）捐赠，设计用于在德文岛上搭乘最多四名研究乘员，并作为未来在月球和火星上载人漫游车的试验平台。
“浪漫到现实：月球和火星任务计划”项目是自1950年来展开的对月球和火星各方面的探索研究。
美国火星学院位于加利福尼亚州莫菲特菲尔德的美国宇航局艾姆斯科研究园区，加拿大火星研究所总部则位于不列颠哥伦比亚省温哥华。